# 迭戈·施瓦茨曼
迭戈·塞瓦斯蒂安·施瓦茨曼（西班牙語：Diego Sebastián Schwartzman，1992年8月16日—）是一位阿根廷已退役職業網球運動員。擅長紅土場地的比賽，其在2018年法國網球公開賽男子單打比賽成為唯一一位拿下拉斐爾·納達爾一盤的選手。他赢得了四项ATP单打冠军，并在2020年10月达到了职业生涯最高的单打世界排名第八。 
施瓦茲曼為一名猶太人。他在2016年5月1日於伊斯坦布尔公开赛，逆转迪米特洛夫，獲得生涯第一座單打冠軍。2018年里约公开赛第二冠。2019年墨西哥洛斯卡沃斯赛，施瓦茨曼克服开局1-4落后并挽救了3个盘点以7-6（6）/6-3击败了美国新星弗里茨，夺得今年首冠、生涯第三冠，这也是他首个硬地赛冠军。
施瓦茨曼在2020年意大利公开赛上首次打入大师赛决赛，一路击败卫冕冠军世界第二的拉斐尔·纳达尔，并击败了丹尼斯·沙波瓦洛夫，但在决赛中输给了诺瓦克·德约科维奇。一个月后，在2020年法国网球公开赛，他击败了世界排名第3的多米尼克·蒂姆达到他的首场大满贯半决赛，由此他成为了自1980年法国网球公开赛上168（5英尺6英寸）的哈罗德·所罗门（Harold Solomon）以来进入大满贯单打半决赛的最矮男人。
2025年2月，施瓦茨曼退役。

## 職業生涯

### 少年生涯
施瓦茨曼的青少年職業生涯並不出色，在 ITF 青少年組的排名達到頂峰，排名第 217 位。13 歲時，他開始穿越南美參加青少年錦標賽。他看到了那個級別的成功，並開始接受資金來支付旅行、設備和教練費用。他參加的唯一青少年大滿貫是2010年美國公開賽，他在第一輪資格賽中失利。

### 2010–13
2010年，17歲的他贏得玻利維亞F3期貨（CL），2011年贏得智利F14期貨（CL）。2012年，施瓦茨曼在秘魯F2期貨（CL）、阿根廷F11期貨（CL）、阿根廷F14期貨（CL）、阿根廷F20期貨（CL）、阿根廷F21期貨（CL）、阿根廷F22期貨（ CL) 和布宜諾斯艾利斯挑戰者(CL)。 2013年澳網，他在資格賽最後一輪失利。

### 2014：四個挑戰者冠軍和ATP挑戰者巡迴賽總決賽冠軍編輯
施瓦茨曼首次出現在法網大滿貫賽事的主要抽籤中；他在進入第二輪之前通過了排位賽，在那裡他輸給了羅傑·費德勒。他在美國公開賽第一輪輸給了諾瓦克·德約科維奇。
在 ATP 挑戰者巡迴賽中，他贏得了四個冠軍——普羅旺斯地區艾克斯、布拉格、坎皮納斯和聖胡安。在挑戰者巡迴賽總決賽中，他戰勝了若昂·索薩、西蒙娜·博萊利和吉爾赫姆·克萊扎，奪得冠軍。賽季結束時，施瓦茨曼世界排名第61位。

### 2015：戴維斯盃半決賽編輯
迭戈·施瓦茨曼，2015
施瓦茨曼本賽季最好的成績是在伊斯坦布爾公開賽上，他在半決賽中擊敗了前十名選手於爾根·梅爾澤。在半決賽中，他面對網球傳奇人物羅傑·費德勒。施瓦茨曼決定性地贏得了第一盤，但最終在決賽中以 7-5 落敗。他也是阿根廷戴維斯盃隊的一員，該隊於 2015 年進入半決賽。

### 16：第一個 ATP 冠軍編輯
迭戈·施瓦茨曼，2016
施瓦茨曼在伊斯坦布爾公開賽上贏得了他的第一個單打冠軍——這是一項戶外 250米的紅土賽事。他在決賽中令人印象深刻地擊敗了老牌頂級球員格里戈爾·迪米特洛夫，在搶七局輸掉第一盤後，在決賽中以 6-0 獲勝。後來，迪米特洛夫為自己在比賽中的行為道歉，他砸了三個球拍，最終導致了警告，罰分，然後再罰分。第二個也是最後一個點球，迪米特洛夫以 5-0 落後，將比賽、比賽和比賽交給了施瓦茨曼。
10 月，施瓦茨曼在安特衛普以 250 級的成績進入了他的第二次決賽。他以 6-7、1-6 輸給了理查德·加斯奎特。 2016年，他以46.6%的破發轉換率領先所有ATP球員。

### 2017：美國公開賽四分之一決賽
迭戈·施瓦茨曼，2017
施瓦茨曼在法網進入第三輪，面對諾瓦克·德約科維奇。他以2-1領先，但最終德約科維奇在五盤中獲勝。
在加拿大公開賽上，這位 25 歲的球員挽救了 4 個賽點，以 4-6、7-6、7-5 擊敗 3 號种子多米尼克·蒂姆，這是他首次戰勝前 10 名球員。 . 截至 2017 年 8 月中旬，施瓦茨曼以 36%（192/532）的回報率領先 ATP 巡迴賽，納達爾排名第二，德約科維奇排名第四。
9月1日，施瓦茨曼在美網第三輪擊敗世界7號种子、5號种子馬林-西里奇，追平了他職業生涯的最大勝利。9 月 3 日，他在第四輪擊敗世界第 20 號种子、第 16 號种子盧卡斯·普耶 ( Lucas Pouille )，進入職業生涯首個大滿貫八強。在四分之一決賽中，他輸給了Pablo Carreño Busta。 
施瓦茨曼的 2017 賽季被證明是他職業生涯迄今為止最好的賽季。他完成了這一年的世界排名第 25 位，此外還進入了他的第一個大滿貫四分之一決賽；他還兩次進入美國大師賽 1000 級別的四分之一決賽。在整個賽季中，他贏得了 39 場單打比賽並獲得了 1,536,000 美元的收入，輕鬆打破了他之前在 2016 賽季贏得的 17 場比賽勝利和 441,000 美元的記錄。 2017年，他的二發回球得分率（56.1%）和回球胜率（34.8%）領先所有ATP球員，而一發回球命中率排在安迪·穆雷和拉斐爾·納達爾之後排名第三贏得積分（34.3%）。最後，他贏得了他對前 10 名球員的第一場胜利，然後僅僅兩週後，他又贏得了前 10 名的第二場胜利。[需要引用]

### 2018：第二個 ATP 冠軍，前 15 名排名和第二個大滿貫四分之一決賽
在他的前 17 場大滿貫賽事中，施瓦茨曼只有一次進入第三輪。然而，在2018年澳網，他晉級第四輪，與世界排名第一的拉斐爾·納達爾交手。這是他職業生涯中的第一次，繼 2017 年美國公開賽四分之一決賽之後，施瓦茨曼連續第二次進入大滿貫賽第二週。儘管以 0-3 的正面交鋒記錄進入比賽，0-7 盤，施瓦茨曼在第二盤以 7-4 搶七，但最終在四盤中落敗。憑藉他的表現，他在 2018 年 1 月 29 日達到了新的職業單打排名第 24 位。
隨後，他在ATP 500 級別的紅土賽事里約公開賽上以6-2、6-3擊敗費爾南多·沃達斯科，奪得冠軍。里約公開賽標誌著迄今為止施瓦茨曼職業生涯中最大的冠軍頭銜。他在 2018 年 4 月 2 日達到了職業生涯新高的單打排名第 15 位，並且是自 2004 年尼古拉斯·馬蘇 ( Nicolás Massú ) 排名第 9 位以來第一位進入單打前 20 位的猶太男性球員。 在法網，施瓦茨曼第二次打進大滿貫八強。他在進入第四輪時沒有丟一盤，在那裡他面對六號种子和世界排名第七的凱文安德森，並在不到四個小時的時間內獲勝，這是他職業生涯中第一次從兩盤比賽中恢復過來。被記者問及他是如何擊敗 6 英尺 8 英寸的安德森的，他回答說：“你讀過大衛和歌利亞嗎？” 在四分之一決賽中，他從拉斐爾·納達爾手中拿下了第一盤，但開始下雨，比賽被推遲到第二天，納達爾贏得了接下來的三盤。他的四分之一決賽表現標誌著他連續第三次參加大滿貫賽事，在那裡他進入了比賽的第二週。
2018年施瓦茨曼只參加了兩場草地賽事；他們包括伊斯特本國際和溫布爾登。儘管施瓦茨曼是一號种子，但他在首輪三盤敗給了米爾扎·巴希奇。在溫布爾登，施瓦茨曼直落兩盤擊敗米爾扎·巴希奇，在第二輪輸給吉日·韋塞利，從而獲得了他職業生涯的首場草地賽冠軍。
施瓦茨曼打進了2018 年德國公開賽的四分之一決賽，但在三盤中輸給了最終的決賽選手萊昂納多·梅耶爾。在 2018 年，他在所有 ATP 球員中的二發回球得分率（55.8%）和回球得分率（30.7%）僅次於納達爾。

### 2019：第三個ATP冠軍，第一個大師雙打決賽和法網雙打半決賽
施瓦茨曼參加 2019 年法網公開賽
在澳大利亞公開賽上，施瓦茨曼在四盤比賽中擊敗了魯道夫莫勒克，在五盤驚悚比賽中擊敗了美國人丹尼斯庫德拉。他在第三輪被前溫網決賽選手托馬什·伯蒂奇淘汰出局。
施瓦茨曼隨後參加了科爾多瓦公開賽，進入了四分之一決賽。他繼續在ATP 250 級別的紅土錦標賽阿根廷公開賽上打入決賽。在前往決賽的路上，施瓦茨曼以 2-6、6-4、7-6 擊敗了世界排名第 8 的多米尼克·蒂姆，但他在決賽中直落兩盤輸給了Marco Cecchinato。施瓦茨曼未能在里約公開賽 上衛冕，在第二盤首輪右腿受傷退賽。
在2019 年穆圖阿馬德里公開賽上，施瓦茨曼以非種子組合的身份進入了他的第一個 1000 大師賽雙打決賽，與多米尼克蒂姆搭檔輸給了讓-朱利安·羅耶和霍里亞·特庫。他在意大利公開賽的四分之一決賽中以6-4、6-2擊敗世界排名第六的錦織圭，隨後三盤不敵德約科維奇。
在2019 年法網的搭檔同胞吉多·佩拉（ Guido Pella）也是非種子組合，他首次打入大滿貫雙打半決賽，輸給了最終的冠軍德國組合凱文·克勞維茨和安德烈亞斯·密斯。在單打中，他在第二輪輸給了另一位阿根廷人萊昂納多·梅耶爾。
施瓦茨曼隨後在2019 年洛斯卡沃斯公開賽上奪冠，在決賽中以 7-6 （8-6）、6-3擊敗泰勒弗里茨。這標誌著他在硬地錦標賽中的第一個冠軍頭銜，以及第三個 ATP 冠軍頭銜。
在美國公開賽上，施瓦茨曼在第四輪四盤擊敗世界排名第六的亞歷山大·茲維列夫，這是他職業生涯第六次戰勝前10名對手。在四分之一決賽中，他輸給了最終的冠軍拉斐爾·納達爾。
10 月在維也納的Erste 銀行公開賽上，施瓦茨曼直落兩盤擊敗世界排名第 9的俄羅斯選手卡倫·哈查諾夫和世界排名第 14 的蓋爾·蒙菲爾斯。他在決賽中被多米尼克蒂姆擊敗。
2019 年，正如他在 2017 年所做的那樣，施瓦茨曼的二發回球得分率（56.1%）領先所有 ATP 球員。在 2015-19 年期間，在所有贏得比賽的網球運動員中，他在二發（60%）和一發（37.9%）的勝率上領先。 就職業生涯而言，他在現役球員中排名第四（31.1%），僅次於納達爾（33.5%）、德約科維奇（32%）和安迪穆雷（31.7%）

### 2020：首屆大師賽決賽、法網半決賽、前10名首秀、ATP總決賽
在澳網，施瓦茨曼以一盤未失的成績闖入第四輪，卻被最終的冠軍諾瓦克·德約科維奇擊敗。他在美國公開賽的男子單打平局中排名第九，但在第一輪五盤比賽中輸給了非種子英國選手卡梅隆諾里。
在意大利公開賽上，施瓦茨曼在四分之一決賽中直落兩盤擊敗了九屆冠軍、世界排名第二的拉斐爾·納達爾，這是他對納達爾的首場胜利。 施瓦茨曼說：“這是我有史以來最好的比賽。” 他繼續擊敗丹尼斯·沙波瓦洛夫進入決賽對陣德約科維奇，這是他的第一個 ATP 大師 1000 決賽，成為進入大師賽決賽的最矮球員。在那裡，儘管在第一盤中被雙重分手，但他在兩盤緊逼中輸了。
在法網，施瓦茨曼在四分之一決賽中擊敗世界排名第三的多米尼克蒂姆，進行了五盤比賽，耗時五小時八分鐘。這是他職業生涯第 9 次戰勝前 10 名球員。在意大利公開賽四分之一決賽的複賽中，他在施瓦茨曼的第一個大滿貫半決賽中直落兩盤擊敗納達爾，成為自 168 厘米（5 英尺 6 英寸）以來最矮的進入大滿貫單打半決賽的人。 )哈羅德·所羅門在 1980 年法國公開賽上。
接下來的一周，施瓦茨曼排名世界第8，這是他第一次躋身單打選手前10名。他是自 1981 年哈羅德·所羅門 (Harold Solomon) 以來前 10 名中最矮的球員。
他作為前 10 名球員的第一場比賽是在2020 年的 Bett1Hulks 錦標賽上。他在四分之一決賽中擊敗了亞歷杭德羅·大衛多維奇·福基納，在半決賽中擊敗了費利克斯·奧格-阿利亞西姆，但在決賽中被亞歷山大·茲維列夫擊敗。在巴黎大師賽上，施瓦茨曼擊敗了理查德·加斯奎特和亞歷杭德羅·大衛多維奇·福基納，然後在四分之一決賽中輸給了丹尼爾·梅德韋傑夫。
施瓦茨曼以八強之一的身份晉級2020 年 ATP 總決賽。在他的首秀中，他在循環賽階段以直落三盤負于諾瓦克·德約科維奇、三盤負于亞歷山大·茲維列夫的情況下被淘汰。由於他的成功賽季和進入 ATP 前 10 名，施瓦茨曼獲得了奧林匹亞獎，該獎授予年度最重要的阿根廷運動員。

### 2021：第四個ATP冠軍，法網四分之一決賽
施瓦茨曼，2021
施瓦茨曼打入澳網第三輪，但在兩名猶太網球選手之間罕見的對決中被資格賽選手阿斯蘭·卡拉采夫擊敗。卡拉采夫繼續進入錦標賽的半決賽。他是科爾多瓦公開賽的頭號种子，但在四分之一決賽中被阿尔韦特·拉莫斯-比尼奥拉斯三盤擊敗。
在他的家鄉比賽阿根廷公開賽上，施瓦茨曼贏得了他自 2019 年以來的第一場比賽。在半決賽中，他擊敗了米奧米爾·凱克馬諾維奇，在決賽中擊敗了弗朗西斯科·塞倫多洛。他在整個比賽中沒有丟掉一盤。
在2021 年法網第 10 號种子選手中，施瓦茨曼以一盤未失的成績闖入八強，但在一場驚心動魄的四盤比賽中被拉斐爾·納達爾擊敗。施瓦茨曼是2020 年奧運會的八號种子，由於COVID-19 大流行而於 2021 年舉行。他輕鬆擊敗了胡安·巴勃罗·巴里利亚斯和托马什·马哈奇，但在 3 盤中輸給了Karen Khachanov。
在2021 年美國公開賽上，施瓦茨曼在不丟一盤的情況下擊敗了里卡達斯·貝蘭基斯、凱文·安德森和亞歷克斯·莫爾坎，進入了第四輪。然而，在第四輪，他在五盤 4 小時 19 分鐘的比賽中被資格賽選手Botic van de Zandschulp爆冷。
在2021 年印第安維爾斯，施瓦茨曼擊敗了馬克西姆·克雷西、丹·埃文斯和卡斯帕·魯德，打進了四分之一決賽，然後直落兩盤被卡梅隆·諾里擊敗。一周後，他進入了歐洲公開賽的決賽，在兩人職業生涯的第一次對決中擊敗了前世界第一安迪·穆雷。Schwartzman 在冠軍賽中被Jannik Sinner擊敗。他在本賽季的秋季揮桿中繼續取得成功，在2021 年厄斯特銀行公開賽上擊敗Fabio Fognini和Gael Monfils進入四分之一決賽。

### 2022：兩場金秋決賽，蒙特卡洛四分之一決賽，第二屆大師賽雙打決賽
施瓦茨曼，2022
施瓦茨曼在2022 年 ATP 杯上以令人信服的 6-1 和 6-2 擊敗Nikoloz Basilashvili和三盤擊敗世界排名第四的Stefanos Tsitsipas開始了 2022 賽季的強勢開局。令人震驚的是，施瓦茨曼在澳網第二輪輸給了當時世界排名第175位的澳大利亞人克里斯托弗·奧康奈爾。
施瓦茨曼在本賽季的黃金揮桿（ Golden Swing ）中看到了早期的成功，這是在南美舉行的一系列四場網球錦標賽。作為頭號种子進入2022 年科爾多瓦公開賽，施瓦茨曼有望贏得在他的祖國舉行的錦標賽。施瓦茨曼擊敗胡安·巴勃羅·菲科維奇和丹尼爾·埃拉希·加蘭進入半決賽，但輸給了亞歷杭德羅·塔比洛。接下來的一周，施瓦茨曼作為錦標賽的衛冕冠軍進入了阿根廷公開賽，並擊敗了Jaume Munar、Francisco Cerúndolo和Lorenzo Sonego進入決賽。他在決賽中輸給了錦標賽的頭號种子和世界排名第8的卡斯帕·路德（ Casper Ruud ）三盤。下週，施瓦茨曼繼續他在南美的成功，在里約公開賽ATP 500 錦標賽中進入決賽。然而，他在冠軍賽中直落三盤輸給了卡洛斯·阿爾卡拉斯。
在2022 年蒙特卡洛大師賽上，這是一項 ATP 1000 級別的錦標賽，這是施瓦茨曼在春季紅土賽季的第一場比賽，他進入了四分之一決賽。他闖入四分之一決賽包括戰勝Karen Khachanov、Márton Fucsovics和Lorenzo Musetti。在一場緊張的三盤比賽中，施瓦茨曼在四分之一決賽中輸給了西西帕斯。施瓦茨曼在本賽季的歐洲紅土揮桿中繼續他的勝利之路，進入了2022 年巴塞羅那公開賽的四分之一決賽，這是一項 ATP 500 賽事，在那裡他以三盤擊敗世界排名第 9的費利克斯·奧格-阿利亞西姆，然後輸給了巴勃羅·卡雷尼奧半決賽中的布斯塔。在2022 年意大利公開賽上，施瓦茨曼與約翰·伊斯內爾搭檔成為非種子組合，並在半決賽中擊敗了安德烈·戈盧別夫和馬克西莫·岡薩雷斯。他們在決賽中被Nikola Mektić和Mate Pavić 的克羅地亞二人組擊敗。
施瓦茨曼以 15 號种子身份進入2022 年法網公開賽。他擊敗了Andrey Kuznetsov、Jaume Munar和18號种子Grigor Dimitrov進入第四輪。在那裡，他被一號种子、衛冕冠軍諾瓦克·德約科維奇擊敗。
整個職業生涯都在草地球場上苦苦掙扎的施瓦茨曼，在2022年伊斯特本國際賽第二輪和2022年女王俱樂部錦標賽第一輪失利。在2022 年溫布爾登錦標賽上，他是 12 號种子，施瓦茨曼擊敗了斯特凡·科茲洛夫，但在第二輪以五盤輸給了利亞姆·布洛迪。
夏季紅土賽季，施瓦茨曼在瑞典公開賽上打進了八強。美國公開賽系列賽期間，施瓦茨曼擊敗亞歷杭德羅·大衛多維奇·福基納，進入國家銀行公開賽第二輪。接下來的一周，在辛辛那提公開賽上，他擊敗了Alex Molčan和Aslan Karatsev，然後在第三輪輸給了Stefanos Tsitsipas 。2022年美網，施瓦茨曼以14號种子擊敗傑克·索克和阿列克谢·波佩林第三輪，卻被弗朗西斯·蒂亞福擊敗。

## 外部連結
- 迭戈·施瓦茨曼（英文/西班牙文）的官方資料
- 迭戈·施瓦茨曼的國際網球總會 職業／青少年 官方資料（英文）
- 迭戈·施瓦茨曼的官方資料（英文）

1. 張佑之（譯者）; 徐崇哲（核稿）. . www.cna.com.tw (澳大利亚墨爾本). 中央社. 2023-01-19  [2023-02-08]. （原始内容存档于2023-02-08）.
2. ↑  . Jewish Telegraphic Agency. June 28, 2017  [September 11, 2019]. （原始内容存档于2019-09-02）.
3. ↑  . ATP Tour. April 25, 2016  [September 11, 2019]. （原始内容存档于2019-07-17）.
4. ↑  double. . sports.sina.com.cn. 2019-08-04  [2019-10-27]. （原始内容存档于2019-10-27）.
5. ↑  . ATPTour. 13 February 2025.